# 10474 Pecina
A 10474 Pecina (ideiglenes jelöléssel (10474) 1981 EJ23) a Naprendszer kisbolygóövében található aszteroida. Schelte J. Bus fedezte fel 1981. március 3-án.

## Kapcsolódó szócikk
- Kisbolygók listája (10001–10500)